# Куп Кариба 2007.
Куп Кариба 2007. (познат као Digicel Caribbean Cup−Дигисел Куп Кариба због спонзорства), било је четрнаесто издање Купа Кариба, основано од стране ФСК, једне од КОНКАКАФ зона. Свих 24 земље је пријављено за квалификације.
У финалном делу је одиграно 16 утакмица и постигнуто 50 голова. У квалификацијама је одиграно 53 утакмица и постигнуто 180 голова.
Четири полуфиналиста (Куба, Гвадалупа, Хаити и домаћини Тринидад и Тобаго) пласирали су се на КОНКАКАФ златни куп 2007. године. Укупно је учествовало 24 земље које испуњавају услове (5 репрезентација није ушло у квалификације, а једна репрезентација се повукла).
Хаити је на крају освојио турнир упркос томе што је морао да се пласира у финале кроз плеј-оф преко тимова из другог кола и заврши на другом месту у групи, последњег кола. Хаити је у финалу победио осмоструког шампиона и домаћина Тринидада и Тобага, мада су Тринидаду и Тобагу недостајали играчи из иностранства који су им помогли да се пласирају на Светско првенство у фудбалу 2006. године. Гвадалупа је била изненађење турнира, пошто је бивши француски репрезентативац Жоселин Англома изашао из пензије како би помогао тиму да се пласира у полуфинале, квалификујући се за свој први златни куп у том процесу. Куба је наставила свој развој у региону завршивши на трећем месту.

## Прва квалификациона рунда
Тринидад и Тобаго се квалификовао аутоматски за финале, док су 
- Аруба,
- Француска Гвајана,
- Монтсерат,
- Порторико и
- Свети Мартин Хол.

одустали од квалификација.

### Преглед
Прва рунда изазвала је неке значајне поремећаје. Гвајана је многе изненадила доминацијом у групи А, а Суринам се такође пласирао у други круг. Домаћин групе Холандски Антили завршио је последњи освојивши само један поен ремијем. Није се формирала ни група Б, иако је Барбадос победом испунио очекивања, домаћин Антигва и Барбуда изненадио је изласком из групе на рачун Ст. Китса и Невиса. Сент Китс је извео пенал од стране Атиба хариса који би, да је реализован, елиминисао Антигву и Барбуду у последњој утакмици групе, али је голман Антигве одбранио пенал.
Група Ц се формирала, осим што су се Британска Девичанска острва повукла пре почетка групне фазе. Очекивало се да су Бермуди доминирали групом. Изненађење се догодило у Групи Д, где је домаћин Јамајка, која се сматра најбољом репрезентацијом на Карибима, није прошла у другу рунду. Јамајка је изгубила другу утакмицу од Ст. Винсента и Гренадина са 2:1. Играјући у последњој утакмици последњег дана групе знајући да морају да победе Хаити са 3 гола да би се пласирали даље, Јамајка је победила са 2:0, што је значило да су Ст. Винцент и Гренадини се пласирали у друго коло на основу боље гол разлике. Упркос поразу од Јамајке, Хаити је освојио групу на основу гол разлике. Домаћин Куба је освојио Групу Е, а Бахами су напредовали и победивши екипу Туркса и Кајкоса. У групи Ф, француски департмани Мартиник и домаћин Гваделоуп су лако прошли даље, а домаћин је освојио своју квалификациону групу.

### Група А
Утакмице су игране на Холандским Антилима на стадиону Ергилио Хато.
| Репрезентација   | Бод. | Ута. | Поб. | Нер. | Изг. | ГД | ГП | ГРаз. |
| ---------------- | ---- | ---- | ---- | ---- | ---- | -- | -- | ----- |
| Гвајана          | 9    | 3    | 3    | 0    | 0    | 11 | 0  | +11   |
| Суринам          | 6    | 3    | 2    | 0    | 1    | 2  | 5  | −3    |
| Гренада          | 1    | 3    | 0    | 1    | 2    | 1  | 3  | −2    |
| Холандски Антили | 1    | 3    | 0    | 1    | 2    | 1  | 7  | −6    |

| Суринам | 0:5 | Гвајана                                                                                     |
| ------- | --- | ------------------------------------------------------------------------------------------- |
|         |     | Грегори Ричардсон 4’ · Најџел Кондрингтон 15’, 73’ · Рандолф Џером 42’ · Ентони Амбрамс 90’ |

| Холандски Антили | 1:1 | Гренада          |
| ---------------- | --- | ---------------- |
| Тајрон Марија 1’ |     | Денис Реније 52’ |

| Суринам            | 1:0 | Гренада |
| ------------------ | --- | ------- |
| Горден Кинсејн 35’ |     |         |

| Холандски Антили | 0:5 | Гвајана                                                                             |
| ---------------- | --- | ----------------------------------------------------------------------------------- |
|                  |     | Најџел Кондрингтон 31’, 58’ · Шон Бишоп 64’ · Ентони Абрамс 84’ · Рандолф Џером 89’ |

| Гренада | 0:1 | Гвајана       |
| ------- | --- | ------------- |
|         |     | Шон Бишоп 46’ |

| Холандски Антили | 0:1 | Суринам            |
| ---------------- | --- | ------------------ |
|                  |     | Орландо Грутфам 4’ |

### Група Б
Утакмице су игране на Антигва и Барбуда на Антигва рекриешнал граунд.
| Репрезентација    | Бод. | Ута. | Поб. | Нер. | Изг. | ГД | ГП | ГРаз. |
| ----------------- | ---- | ---- | ---- | ---- | ---- | -- | -- | ----- |
| Барбадос          | 7    | 3    | 2    | 1    | 0    | 11 | 3  | +8    |
| Антигва и Барбуда | 6    | 3    | 2    | 0    | 1    | 7  | 6  | +1    |
| Сент Китс и Невис | 4    | 3    | 1    | 1    | 1    | 7  | 3  | +4    |
| Ангвила           | 0    | 3    | 0    | 0    | 3    | 5  | 18 | −13   |

| Барбадос      | 1:1 | Сент Китс и Невис |
| ------------- | --- | ----------------- |
| Пол Ајфил 42’ |     | Атиба Харис 60’   |

| Антигва и Барбуда                                                               | 5:3 | Ангвила                                                           |
| ------------------------------------------------------------------------------- | --- | ----------------------------------------------------------------- |
| Питер Бајерс 8’ (пен.), 16’, 71’ (пен.) · Тамарли Томас 29’ · Џејми Томас 90+2’ |     | [Гикворд Сент Хилари 13’ · Капил Асент 51’ · Ричард О’Конор 90+1’ |

| Ангвила            | 1:6 | Сент Китс и Невис                                                |
| ------------------ | --- | ---------------------------------------------------------------- |
| Ричард О’Конор 20’ |     | Џорџ Исак 14’, 68’, 79’ · Ијан Лејк 30’, 47’ · Џевон Френсис 81’ |

| Антигва и Барбуда | 1–3 | Барбадос                                               |
| ----------------- | --- | ------------------------------------------------------ |
| Питер Бајерс 16’  |     | Џефри Вилијамс 47’ · Марк МекКамон 56’ · Пол Ловел 89’ |

| Антигва и Барбуда  | 1–0 | Сент Китс и Невис |
| ------------------ | --- | ----------------- |
| Гејсон Грегори 76’ |     |                   |

| Барбадос                                                                  | 7–1 | Ангвила          |
| ------------------------------------------------------------------------- | --- | ---------------- |
| Марк МекКамон 35’, 50’, 87’ · Пол Ајфил 40’, 58’, 84’ · Брајан Ниблет 75’ |     | Гирдон Конор 48’ |

### Група Ц
Утакмице су игране на Америчким Девичанским Острвима на Лајонел Робертс парк стадиону.
| Репрезентација              | Бод. | Ута. | Поб. | Нер. | Изг. | ГД | ГП | ГРаз. |
| --------------------------- | ---- | ---- | ---- | ---- | ---- | -- | -- | ----- |
| Бермуди                     | 9    | 3    | 3    | 0    | 0    | 12 | 1  | +11   |
| Доминиканска Република      | 6    | 3    | 2    | 0    | 1    | 10 | 4  | +6    |
| Америчка Девичанска Острва  | 3    | 3    | 1    | 0    | 2    | 4  | 12 | −8    |
| Британска Девичанска Острва | 0    | 3    | 0    | 0    | 3    | 0  | 9  | −9    |

| Доминиканска Република | 3:01 додељено | Британска Девичанска Острва |
| ---------------------- | ------------- | --------------------------- |
|                        |               |                             |

| Америчка Девичанска Острва | 0:6 | Бермуди                                                                              |
| -------------------------- | --- | ------------------------------------------------------------------------------------ |
|                            |     | Квам Стид 1’, 36’ · Дамико Кодингтон 31’, 54’ · Џон Бери Нусум 38’ · Кит Џенингс 89’ |

| Америчка Девичанска Острва | 3:01 додељено | Британска Девичанска Острва |
| -------------------------- | ------------- | --------------------------- |
|                            |               |                             |

| Бермуди                                           | 3:1 | Доминиканска Република |
| ------------------------------------------------- | --- | ---------------------- |
| Алијам Зил 25’ · Даријус Кокс 48’ · Квам Стид 53’ |     | Џонатан Фања 85’       |

| Бермуди | 3:01 додељено | Британска Девичанска Острва |
| ------- | ------------- | --------------------------- |
|         |               |                             |

| Америчка Девичанска Острва | 1:6 | Доминиканска Република                                                   |
| -------------------------- | --- | ------------------------------------------------------------------------ |
| Брајс Пјер 5’              |     | Луис корпоран 14’ · Џонатан Фања 25’, 55’, 82’, 87’ · Кербо Родригез 89’ |

1  Британска Девичанска Острва нису успели да саставе тим па су одустали, сви њихови мечеви су регистровани са 3:0 за противника.

### Група Д
| Репрезентација           | Бод. | Ута. | Поб. | Нер. | Изг. | ГД | ГП | ГРаз. |
| ------------------------ | ---- | ---- | ---- | ---- | ---- | -- | -- | ----- |
| Хаити                    | 6    | 3    | 2    | 0    | 1    | 11 | 3  | +8    |
| Сент Винсент и Гренадини | 6    | 3    | 2    | 0    | 1    | 10 | 5  | +5    |
| Јамајка                  | 6    | 3    | 2    | 0    | 1    | 7  | 2  | +5    |
| Света Луција             | 0    | 3    | 0    | 0    | 3    | 1  | 19 | −18   |

| Хаити                                                                                     | 4:0 | Сент Винсент и Гренадини |
| ----------------------------------------------------------------------------------------- | --- | ------------------------ |
| Жосе Мајард 48’ · Жан Баптист Фрицсон 54’ · Жан-Жак Пјер 79’ · Хералд Марк Грацијен 90+2’ |     |                          |

| Јамајка                                                  | 4:0 | Света Луција |
| -------------------------------------------------------- | --- | ------------ |
| Вилфред Смит 3’ · Кевин Лами 22’, 36’ · Демар Филипс 30’ |     |              |

| Света Луција               | 1:7 | Хаити |
| -------------------------- | --- | --- |
| Џермал Валсин 90+3’ (пен.) |     | Жан Жак Жамил 4’, 13’ · Жан Баптист Фрицсон 17’, 82’ · Монс Шери 42’ · Фабрис Ноел 63’ · Жосе Мајард 80’ |

| Јамајка        | 1:2 | Сент Винсент и Гренадини          |
| -------------- | --- | --------------------------------- |
| Роланд Дин 73’ |     | Весли Џон 49’ · Кендал Велокс 70’ |

| Сент Винсент и Гренадини                                                                        | 8:0 | Света Луција |
| ----------------------------------------------------------------------------------------------- | --- | ------------ |
| Ендру Даглас 11’ · Шандел Самјуел 25’, 42’, 56’, 76’, 90+3’ · Весли Џон 52’ · Ренсон Хајнес 84’ |     |              |

| Јамајка                               | 2:0 | Хаити |
| ------------------------------------- | --- | ----- |
| Вилфред Смит 9’ · Фабијан Давкинс 31’ |     |       |

### Група Е
Утакмице су игране на Куби.
| Репрезентација   | Бод. | Ута. | Поб. | Нер. | Изг. | ГД | ГП | ГРаз. |
| ---------------- | ---- | ---- | ---- | ---- | ---- | -- | -- | ----- |
| Куба             | 9    | 3    | 3    | 0    | 0    | 19 | 0  | +19   |
| Бахами           | 6    | 3    | 2    | 0    | 1    | 6  | 9  | −3    |
| Туркс и Кајкос   | 3    | 3    | 1    | 0    | 2    | 4  | 9  | −5    |
| Кајманска Острва | 0    | 3    | 0    | 0    | 3    | 1  | 12 | −11   |

| Бахами                                                       | 3:1 | Кајманска Острва |
| ------------------------------------------------------------ | --- | ---------------- |
| Арден Риверс 6’ (а.г.) · Рајан Мозли 35’ · Шеморд Томсон 80’ |     | Гари Витакер 76’ |

| Куба                                                                                            | 6:0 | Туркс и Кајкос |
| ----------------------------------------------------------------------------------------------- | --- | -------------- |
| Освалдо Алонсо 5’ · Руди Леј Аренсибија 19’ · Рејниер Алкантара 20’, 60’, 75’ · Рамон Окања 86’ |     |                |

| Кајманска Острва | 0:2 | Туркс и Кајкос                         |
| ---------------- | --- | -------------------------------------- |
|                  |     | Гавин Глинтон 14’ · Максим Флериот 72’ |

| Куба                                                                                              | 6:0 | Бахами |
| ------------------------------------------------------------------------------------------------- | --- | ------ |
| Рејниер Алкантара 22’, 50’, 63’ · Хаиме Коломе 30’ (пен.) · Рамон Окања 40’ · Аријел Мартинез 42’ |     |        |

| Туркс и Кајкос         | 2:3 | Бахами                                          |
| ---------------------- | --- | ----------------------------------------------- |
| Гавин Глинтон 51’, 72’ |     | Далес Насиес 59’ · Хапи Хал 63’ · Несли Џин 87’ |

| Куба | 7:0 | Кајманска Острва |
| --- | --- | ---------------- |
| Рејниер Алкантара 6’ · Рамон Окања 10’, 34’ · Аријел Мартинез 44’, 57’ · Хаиме Коломе 80’ · Хенси Муњоз 83’ |     |                  |

### Група Ф
Играно на Гваделуп на Рене Серж Набажо.
| Репрезентација   | Бод. | Ута. | Поб. | Нер. | Изг. | ГД | ГП | ГРаз. |
| ---------------- | ---- | ---- | ---- | ---- | ---- | -- | -- | ----- |
| Гваделуп         | 9    | 3    | 3    | 0    | 0    | 6  | 0  | +6    |
| Мартиник         | 6    | 3    | 2    | 0    | 1    | 5  | 4  | +1    |
| Свети Мартин Фр. | 1    | 3    | 0    | 1    | 2    | 0  | 2  | −2    |
| Доминика         | 1    | 3    | 0    | 1    | 2    | 0  | 5  | −5    |

| Гваделуп             | 1:0 | Свети Мартин Фр. |
| -------------------- | --- | ---------------- |
| Жан-Лук Ламборде 75’ |     |                  |

| Доминика | 0:4 | Мартиник                                                                                |
| -------- | --- | --------------------------------------------------------------------------------------- |
|          |     | Стив Меслин 23’ (пен.) · Жирие Ду Форније 43’ · Жохан Сурава 63’ · Августин Сен Луи 85’ |

| [[Фудбалска репрезентација Мартиника {{{altlink2}}}\|Мартиник]] | 1:0 | Свети Мартин Фр. |
| --------------------------------------------------------------- | --- | ---------------- |
| Жуд Ватон 18’                                                   |     |                  |

| Гваделуп         | 1:0 | Доминика |
| ---------------- | --- | -------- |
| Доминик Мока 88’ |     |          |

| Доминика | 0:0 | Свети Мартин Фр. |
| -------- | --- | ---------------- |
|          |     |                  |

| Гваделуп                                                   | 4:0 | Мартиник |
| ---------------------------------------------------------- | --- | -------- |
| Лудовик Готин 27’, 60’ · Алан Верто 54’ · Доминик Мока 80’ |     |          |

## Друга квалификациона рунда
По две најбоље екипе из сваке првостепене квалификационе групе пласирале су се у другу фазу такмичења. Ти тимови су подељени у три групе са по четири тима, подељене Групе Г, Х и И. Прве две екипе у свакој од ове три групе пласирале су се у финале са  Тринидад и Тобаго, чинећи седам тимова. Најбољи трећепласирани тим из група Г, Х и И квалификовали су се као осми тим у финалном такмичењу. Ово је требало да буде одређено једним плеј-офом између три тима која је названа Група Ј, међутим, када се Доминиканска Република повукла, преостала два тима су одиграла серију од две утакмице за право на наставак.

### Преглед
Био је то успешан круг за екипе домаћина, домаћини из све три групе су напредовала, а две су биле победнице у својој групи. Домаћин Барбадос је лако изашао из групе Г, само је изједначење са Бермудима покварило њихов учинак у групи. Пратили су их Свети Винсент и Гренадини. Гвајана се показала савршеном као домаћин групе Х, а и Гвадалупа је била довољно добра да напредује. Коначно, Куба и домаћин Мартиник победили су друга два тима у групи И како би напредовали, а Куба је освојила групу на основу разлике у головима. Трећепласирани тимови (Бермуди, Доминиканска Република и Хаити) требали су бити окупљени у Групи Ј. Међутим, Доминиканска Република се повукла, остављајући Бермуде и Хаити да се такмиче у сету од две утакмице. Након победе од 2:0 у првом мечу, Хаити је у другом мечу био велики фаворит. Пошто је Хаити водио са два гола у прекиду другог полувремена, узбудљив погодак Елифене Кадета донео је Хаитију победу од 3:0, укупно 5:0 из две утакмице и квалификацију у завршну фазу.

### Група Г
Утакмице су игране на Барбадосу на стадиону Барбадос Нешнал.
| Репрезентација           | Бод. | Ута. | Поб. | Нер. | Изг. | ГД | ГП | ГРаз. |
| ------------------------ | ---- | ---- | ---- | ---- | ---- | -- | -- | ----- |
| Барбадос                 | 7    | 3    | 2    | 1    | 0    | 6  | 2  | +4    |
| Сент Винсент и Гренадини | 6    | 3    | 2    | 0    | 1    | 6  | 5  | +1    |
| Бермуди                  | 4    | 3    | 1    | 1    | 1    | 5  | 4  | +1    |
| Бахами                   | 0    | 3    | 0    | 0    | 3    | 3  | 9  | −6    |

| Бермуди | 0:3 | Сент Винсент и Гренадини                   |
| ------- | --- | ------------------------------------------ |
|         |     | Марлон Џејмс 58’ · Шандел Самјуел 68’, 77’ |

| Барбадос                            | 2:1 | Бахами               |
| ----------------------------------- | --- | -------------------- |
| Норман Форд 38’ · Кенрој Скинер 44’ |     | Несли Џин 76’ (пен.) |

| Бахами | 0:4 | Бермуди                                                |
| ------ | --- | ------------------------------------------------------ |
|        |     | Кано Смит 6’, 28’ · Џон Бери Нусум 11’ · Квам Стид 87’ |

| Барбадос                                           | 3:0 | Сент Винсент и Гренадини |
| -------------------------------------------------- | --- | ------------------------ |
| Дајсон Џејмс 16’ · Норман Форд 34’ · Пол Ајфил 60’ |     |                          |

| Бахами                                | 2:3 | Сент Винсент и Гренадини                  |
| ------------------------------------- | --- | ----------------------------------------- |
| гејвин Кристи 55’ · Џонатан Мозли 65’ |     | Шандел Самјуел 56’, 61’ · Весли Чарлс 80’ |

| Барбадос     | 1:1 | Бермуди            |
| ------------ | --- | ------------------ |
| Пол Ајфил 4’ |     | Џон Бери Нусум 42’ |

### Група Х
Утакмице су игране на Гвајани на стадиону Бурда Крикет Граунд.
| Репрезентација         | Бод. | Ута. | Поб. | Нер. | Изг. | ГД | ГП | ГРаз. |
| ---------------------- | ---- | ---- | ---- | ---- | ---- | -- | -- | ----- |
| Гвајана                | 9    | 3    | 3    | 0    | 0    | 13 | 2  | +11   |
| Гваделуп               | 6    | 3    | 2    | 0    | 1    | 8  | 4  | +4    |
| Доминиканска Република | 3    | 3    | 1    | 0    | 2    | 2  | 7  | −5    |
| Антигва и Барбуда      | 0    | 3    | 0    | 0    | 3    | 1  | 11 | −10   |

| Доминиканска Република | 0:3 | Гваделуп                                                 |
| ---------------------- | --- | -------------------------------------------------------- |
|                        |     | Џослин Англома 85’ · Доминик Мока 88’ · Фредерик Фан 90’ |

| Гвајана                                                                                           | 6:0 | Антигва и Барбуда |
| ------------------------------------------------------------------------------------------------- | --- | ----------------- |
| Грегори Ричардсон 3’, 12’ · Рандолф Џером 35’, 54’ · Најџел Кондрингтон 75’ · Кајод МекКиинон 76’ |     |                   |

| Доминиканска Република                         | 2:0 | Антигва и Барбуда |
| ---------------------------------------------- | --- | ----------------- |
| Келвин Северино 70’ (пен.) · Дарли Батиста 81’ |     |                   |

| Гвајана                                             | 3:2 | Гваделуп              |
| --------------------------------------------------- | --- | --------------------- |
| Најџел Кондрингтон 22’, 68’ · Грегори Ричардсон 25’ |     | Доминик Мока 60’, 86’ |

| Антигва и Барбуда  | 1:3 | Гваделуп                                   |
| ------------------ | --- | ------------------------------------------ |
| Гејсон Грегори 45’ |     | Жералд Жавари 1’, 72’ · Жан-Лук Ламбор 31’ |

| Гвајана                                                                                        | 4:0 | Доминиканска Република |
| ---------------------------------------------------------------------------------------------- | --- | ---------------------- |
| Грегори Ричардсон 45’ · Рандолф Хероме 50’ · Најџел Кондрингтон 57’ (пен.) · Коли Херкулес 80’ |     |                        |

### Група И
Утакмице су се играле на Мартинику на Стадиону Пјер Алкер. 
| Репрезентација | Бод. | Ута. | Поб. | Нер. | Изг. | ГД | ГП | ГРаз. |
| -------------- | ---- | ---- | ---- | ---- | ---- | -- | -- | ----- |
| Куба           | 7    | 3    | 2    | 1    | 0    | 5  | 2  | +3    |
| Мартиник       | 7    | 3    | 2    | 1    | 0    | 2  | 0  | +2    |
| Хаити          | 1    | 3    | 0    | 1    | 2    | 2  | 4  | −2    |
| Суринам        | 1    | 3    | 0    | 1    | 2    | 2  | 5  | −3    |

| Хаити                  | 1:2 | Куба                               |
| ---------------------- | --- | ---------------------------------- |
| Жан Баптист Фрицон 87’ |     | Јениер Маркез 20’ · Лестер Мор 77’ |

| [[Фудбалска репрезентација Мартиника {{{altlink2}}}\|Мартиник]] | 1:0 | Суринам |
| --------------------------------------------------------------- | --- | ------- |
| Родриг Адел 61’                                                 |     |         |

| Куба                                             | 3:1 | Суринам         |
| ------------------------------------------------ | --- | --------------- |
| Јордани Алварез 4’, 27’ · Хаиме Колом 40’ (пен.) |     | Серђо Аропа 90’ |

| [[Фудбалска репрезентација Мартиника {{{altlink2}}}\|Мартиник]] | 1:0 | Хаити |
| --------------------------------------------------------------- | --- | ----- |
| Ксавијер Булет 3’                                               |     |       |

| Хаити                    | 1:1 | Суринам                  |
| ------------------------ | --- | ------------------------ |
| Жамил Жан-Жак 78’ (пен.) |     | Вангелино Састромеђо 75’ |

| [[Фудбалска репрезентација Мартиника {{{altlink2}}}\|Мартиник]] | 0:0 | Куба |
| --------------------------------------------------------------- | --- | ---- |
|                                                                 |     |      |

### Група Ј
После одустајања  Доминиканска Република,  Хаити и  Бермуди су одиграли своје међусобне утакмице.  Хаити, као победник у међусобним сусретима се пласирао за финале. Обе утакмице су одигране  на Стадиону Ато Болдон на Тринидад и Тобагоу.
| Хаити                              | 2:0 | Бермуди |
| ---------------------------------- | --- | ------- |
| Елифен Кадет 9’ · Руди Лормера 72’ |     |         |

| Бермуди | 0:3 | Хаити                                           |
| ------- | --- | ----------------------------------------------- |
|         |     | Елифен Кадет 25’, 90+2’ · Александар Босиса 63’ |

## Финалисти
Репрезентације које су се квалификовале за финале
| Репрезентација           | Квалификација | Број учешћа | Досадашњи успеси |
| ------------------------ | ------------- | ----------- | ---------------- |
| Тринидад и Тобаго        | домаћин       | 14          | победник         |
| Барбадос                 | 1. Група Г    | 6           | групна фаза      |
| Сент Винсент и Гренадини | 2. Група Г    | 7           | други            |
| Гвајана                  | 1. Група Х    | 2           | четврто          |
| Гваделуп                 | 2. Група Х    | 5           | треће            |
| Куба                     | 1. Група И    | 7           | други            |
| Мартиник                 | 1. Група Х    | 10          | победник         |
| Хаити                    | Плеј−оф       | 6           | други            |

## Завршни турнир
Утакмице су се играле на  Тринидад и Тобагоу.
Групе су именоване по два бивша репрезентативца Тринидада и Тобага.

## Групна фаза

### Група Седли Џозеф
| Репрезентација    | Бод. | Ута. | Поб. | Нер. | Изг. | ГД | ГП | ГРаз. |
| ----------------- | ---- | ---- | ---- | ---- | ---- | -- | -- | ----- |
| Тринидад и Тобаго | 7    | 3    | 2    | 1    | 0    | 9  | 3  | +6    |
| Хаити             | 6    | 3    | 2    | 0    | 1    | 4  | 3  | +1    |
| Мартиник          | 3    | 3    | 1    | 0    | 2    | 4  | 8  | −4    |
| Барбадос          | 1    | 3    | 0    | 1    | 2    | 3  | 6  | −3    |

| Тринидад и Тобаго | 1:1 | Барбадос      |
| ----------------- | --- | ------------- |
| Гери Глазгов 31’  |     | Нил Харви 66’ |

| Хаити            | 1:0 | Мартиник |
| ---------------- | --- | -------- |
| Бруне Фусије 12’ |     |          |

| Хаити                                   | 2:0 | Барбадос |
| --------------------------------------- | --- | -------- |
| Александр Бусика 54’ · Роди Лорме 90+1’ |     |          |

| Тринидад и Тобаго                                                       | 5:1 | Мартиник          |
| ----------------------------------------------------------------------- | --- | ----------------- |
| Дерил Робертс 3’ · Кери Баптист 36’, 75’ (пен.) · Гери Глазгов 47’, 83’ |     | Ксавијер Буле 16’ |

| Барбадос                       | 2:3 | Мартиник                                                 |
| ------------------------------ | --- | -------------------------------------------------------- |
| Нил Харви 27’ · Луи Соарес 42’ |     | Патрик Персин 8’ · Јохан Клементиа 19’ · Гаел Жермен 32’ |

| Тринидад и Тобаго                        | 3:1 | Хаити           |
| ---------------------------------------- | --- | --------------- |
| Кервин Џемот 14’ · Гери Глазгов 66’, 85’ |     | Брун Фусије 54’ |

### Група Боби Сукрам
Тринидад и Тобаго
| Репрезентација           | Бод. | Ута. | Поб. | Нер. | Изг. | ГД | ГП | ГРаз. |
| ------------------------ | ---- | ---- | ---- | ---- | ---- | -- | -- | ----- |
| Гваделуп                 | 6    | 3    | 2    | 0    | 1    | 6  | 5  | +1    |
| Куба                     | 4    | 3    | 1    | 1    | 1    | 4  | 2  | +2    |
| Гвајана                  | 4    | 3    | 1    | 1    | 1    | 4  | 5  | −1    |
| Сент Винсент и Гренадини | 3    | 3    | 1    | 0    | 2    | 2  | 4  | −2    |

| Куба               | 1:2 | Гваделуп                               |
| ------------------ | --- | -------------------------------------- |
| Освалдо Алонсо 68’ |     | Стеве Бизасе 29’ · Жоселин Англома 85’ |

| Гвајана | 0:2 | Сент Винсент и Гренадини         |
| ------- | --- | -------------------------------- |
|         |     | Шандел Самјуел 4’ · Шон Глин 86’ |

| Гваделуп                                                          | 3:4 | Гвајана                                                         |
| ----------------------------------------------------------------- | --- | --------------------------------------------------------------- |
| Вилфрид Лизо 45+2’ · Жан-Лук Ламбор 54’ · Фабиен Радас 87’ (пен.) |     | Најџел Кондрингтон 23’ (пен.), 59’ (пен.), 81’ · Хауард Лов 65’ |

| Куба                                    | 3:0 | Сент Винсент и Гренадини |
| --------------------------------------- | --- | ------------------------ |
| Лестер Мор 26’, 58’ · Леонел Дуарте 89’ |     |                          |

| Куба | 0:0 | Гвајана |
| ---- | --- | ------- |
|      |     |         |

| Сент Винсент и Гренадини | 0:1 | Гваделуп         |
| ------------------------ | --- | ---------------- |
|                          |     | Доминик Мока 14’ |

### Полуфинале
| Гваделуп           | 1:3 | Хаити                                                       |
| ------------------ | --- | ----------------------------------------------------------- |
| Жан-Лук Ламбор 83’ |     | Елифен Кадет 56’ · Брун Фусије 66’ · Жан Баптист Фрисон 76’ |

| Тринидад и Тобаго                                                | 3:1 | Куба              |
| ---------------------------------------------------------------- | --- | ----------------- |
| Цениер Молина 41’ (а.г.) · Гери Глазгов 57’ · Денсил Теобалд 73’ |     | Леонел Дуарте 76’ |

### Утакмица за треће место
| Куба                    | 2:1 | Гваделуп          |
| ----------------------- | --- | ----------------- |
| Алан Сервантес 24’, 48’ |     | Фабијан Радас 52’ |

### Финале
| Тринидад и Тобаго  | 1:2 | Хаити                                   |
| ------------------ | --- | --------------------------------------- |
| Најџел Данијел 66’ |     | Александар Босиса 23’ · Брун Фусије 52’ |

| Најбољи играч Пјер Ричард Бруни | Победник Купа Кариба 2007. Хаити 1° титула | Најбољи стрелац Најџел Кондрингтон (11. голова) |

## Новчане награде
- Хаити, као победник, добио US$120.000 (UK£64.022).
- Тринидад и Тобаго, као финалиста, добио US$70.000 (UK£37.350).
- Куба, као трећи, добио US$50.000 (UK£26.680).
- Гваделуп, као четврти, добио US$30.000 (UK£16.009).
- Сваки од десет земаља домаћина квалификација је добио новчану помоћ од US$20.000 (UK£10,673).  Преко тога, домаћин финала Дигисел Куп Кариба је добио US$150.000 (UK£80,047) као компензацију повећања износа трошкова за финале.